# Friedrich Carl Alwin Pockels
 Friedrich Carl Alwin Pockels  (1865 - 1913) va ser un físic italià d'origen alemany. Va estudiar a la universitat de Göttingen on es va doctorar en 1888. De 1900 a 1913 va ser professor de física teòrica a la Universitat de Heidelberg.
En 1893 va descobrir que l'aplicació d'un camp elèctric a certs materials causava una variació en el seu índex de refracció. Aquesta variació era aproximadament proporcional a la intensitat del camp, amb un coeficient de proporcionalitat de l'ordre de {\displaystyle 10^{-10}} a {\displaystyle 10^{-12}} {\displaystyle V^{-1}}. Aquest fenomen rep en el seu honor el nom de efecte Pockels.
La seva germana Agnes Pockels (1862-1935) també es va dedicar a la física, centrant-se en l'estudi de la tensió superficial dels líquids, i va inventar la cubeta de Pockels.